# Muzeum Świerka Istebniańskiego w Jaworzynce
Muzeum Świerka Istebniańskiego w Jaworzynce – placówka muzealno-edukacyjna, z siedzibą w Jaworzynce, przysiółek Wyrch Czadeczka w Beskidzie Śląskim (powiat cieszyński). Placówka działa  przy Regionalnym Banku Genów Świerka Istebniańskiego, będącym częścią Karpackiego Banku Genów, prowadzonego przez Nadleśnictwo Wisła.
Placówka wraz z Bankiem Genów powstała w 2001 roku. W ramach muzealnej ekspozycji ukazywana jest historia beskidzkich drzewostanów świerkowych oraz badań nad nimi, a także cykl wzrostowy świerka istebniańskiego (odmiany świerka pospolitego), począwszy od nasion po pokazowe okazy drzew. Ukazywane są również cechy drewna, służącego m.in. do wyrobu ludowych instrumentów muzycznych. Obok muzeum prowadzona jest szkółka leśna.
W 2002 roku przy muzeum zorganizowana została również Pokazowa Woliera Głuszców, w ramach której można się zapoznać z życiem i zwyczajami tych ptaków, hodowanych tu metodą wolierową. 
Muzeum wraz z Zagrodą są czynne w dni robocze, po uprzednim umówieniu. Oprócz działalności wystawienniczej placówka organizuje również prelekcje oraz imprezy (ogniska).